# Cleora acaciaria
Cleora acaciaria är en fjärilsart som beskrevs av Jean Baptiste Boisduval 1834. Cleora acaciaria ingår i släktet Cleora och familjen mätare. Inga underarter finns listade i Catalogue of Life.